# Diego Rivera
Diego María de la Concepción Juan Nepomuceno Estanislao de la Rivera y Barrientos Acosta y Rodríguez (8. prosince 1886 – 24. listopadu 1957), zkráceně Diego Rivera, byl významný mexický malíř, aktivní komunista a v letech 1929–1939 a 1940–1954 manžel malířky Fridy Kahlo. Řadí se mezi hlavní představitele muralismu, avantgardního uměleckého vyjádření spjatého s mexickou revolucí. V letech 1922 až 1953 tvořil nástěnné malby v Ciudad de México, Chapingu, Cuernavace, San Francisku, Detroitu a New Yorku. V roce 1931 byla v newyorském Muzeu moderního umění uspořádána retrospektivní výstava jeho děl.

## Život

### Mládí

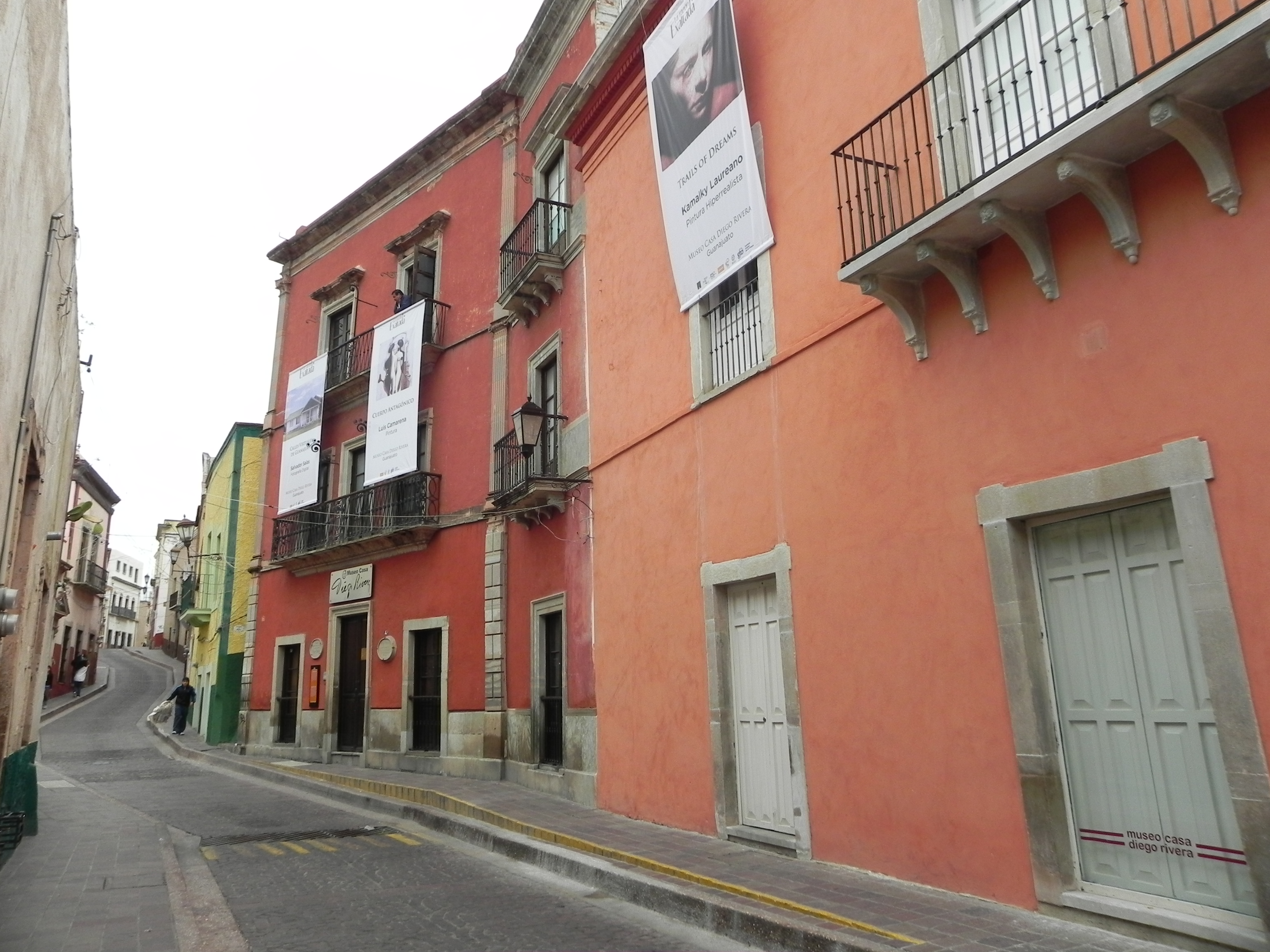
Riverův rodný dům s jeho muzeem

Rivera se spolu se svým dvojčetem José Carlosem narodil v Guanajuatu, hlavním městě stejnojmenné provincie. Oba jeho rodiče byli učitelé. Když bylo Diegovi šest let (v té době již jeho bratr nežil), odstěhovala se rodina do Mexico City. Protože projevoval umělecké vlohy, začal roku 1896 navštěvovat večerní kurzy na Academia de San Carlos. O dva roky později už byl na Akademii přijat k dennímu studiu. Zde se vzdělával až do roku 1905. V rámci Akademie také poprvé vystavoval. Na výroční výstavě školy představil 26 obrazů. Obdržel stipendium, které mu umožnilo studijní cestu do Evropy. V letech 1907 a 1908 cestoval po Španělsku. V Pradu studoval díla starých mistrů, zejména Goyi, El Greca a Velázqueze, stýkal se ale také s okruhem madridské avantgardy. Na jaře 1909 poprvé navštívil Paříž, v létě pak i Londýn a Brusel. Zde potkal ruskou malířku Angelinu Petrovnu Bělovu (1879–1969), která se pro příštích deset let stala jeho partnerkou. V srpnu 1910 jeho stipendium vypršelo a Rivera se vrátil do Mexika. Ještě před tím vystavoval v Paříži na Salónu nezávislých. Paříž však Riveru lákala. Odjel tam v půli roku 1911 a prožil tam dalších deset let.

### Pobyt v Paříži
V roce 1912 se spolu s Bělovou nastěhoval na adresu 26 rue du Départ na Montparnassu. V té době zde měli ateliéry i někteří holandští malíři včetně Pieta Mondriana, kteří se tehdy zabývali kubismem stejně jako Rivera. Kubistické obrazy Rivera vystavil o rok později na Podzimním salónu. V dubnu 1914 měl svou první samostatnou výstavu, a to v galerii Berthe Weillové (1865–1961), která se orientovala na avantgardní umělce. Vypuknutí první světové války ho zastihlo na Mallorce. Odtud odjel Rivera do pevninského Španělska a do Paříže se vrátil až v létě 1915. V té době začal jeho poměr s ruskou malířkou Marií Vorobjevovou-Stebelskou (1892–1984), s níž se mu roku 1919 narodila dcera Marika. To byl již jeho druhý potomek: V roce 1916 mu Bělová porodila syna Diega, který však po několika měsících zemřel.

Zátiší, 1915

V říjnu 1916 vystavoval Rivera v Modern Gallery v New Yorku, vedené Mariusem de Zayas. Již před tím ale byla jeho díla k vidění na kolektivních výstavách: v roce 1913 v Mnichově a Vídni, rok nato v Praze, Amsterdamu a Bruselu. V Praze byl zastoupený na výstavě s názvem Moderní umění, kterou v pavilónu Mánesa v únoru a březnu 1914 uspořádal Spolek výtvarných umělců Mánes. Kromě Rivery zde vystavovali mj. Louis Marcoussis, Ladislav Šíma či Albert Gleizes.
Na jaře 1917 se Rivera s kubistickými malíři rozešel. Způsobil to článek básníka Pierre Reverdyho, v němž se o Riverově malbě vyjádřil velmi nelichotivě. Na usmiřovacím obědě, pořádaném galeristou Léonce Rosenbergem, došlo dokonce mezi oběma muži k pěstnímu souboji. Rivera pak zpřetrhal vztahy jak s pařížskou kubistickou scénou, tak s kubismem jako takovým. S Angelinou Bělovou se odstěhoval z Montparnassu na rue Desaix poblíž Martova pole. Rivera se, podporován v tom historikem umění Élie Faurem, vrátil k figurativní tvorbě a začal se intenzívně zabývat studiem odkazu Paula Cézanna.
V roce 1919 se poznal s Davidem Alfarem Siqueirosem, mladým malířem, který bude později spolu s Riverou a José Clementem Orozcem hlavním představitelem mexického muralismu. Z Faureho podnětu a z finančních prostředků rektora univerzity v Mexico City José Vasconcela odjel v roce 1920 Rivera do Itálie, kde studoval zejména renesanční nástěnnou malbu. Z diskuzí s Siqueirosem a Faurem pro něj vyplynulo, že nejpřístupnější forma umění pro široké společenské vrstvy, která má zároveň edukativní funkci, je právě nástěnná malba. V roce 1921 se vrátil do Mexika. V Paříži nechal jak dlouholetou partnerku Bělovou, tak dvouletou dceru Mariku, kterou měl s Vorobjevovou-Stebelskou.

### Mexiko – první nástěnné malby

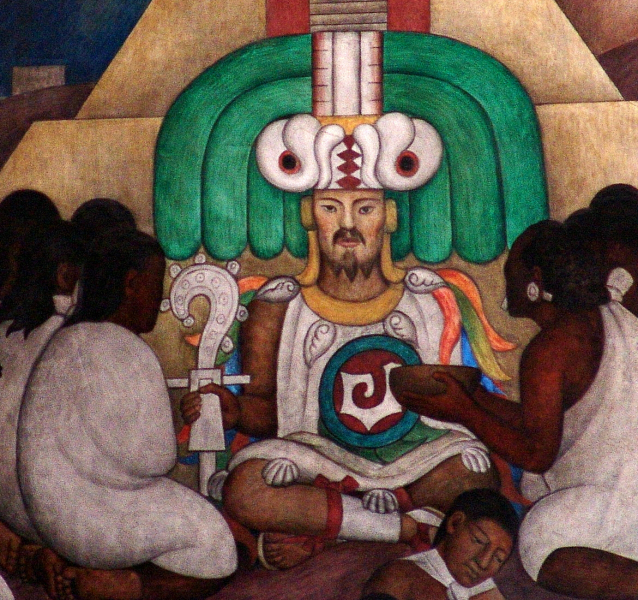
Bůh Quetzalcoatl na nástěnné malbě v Národním paláci

Hned po příjezdu do Mexika se Rivera zapojil do kulturního a společenského života. Za prezidentského úřadu Álvaro Obregóna se stal malířův příznivec José Vasconcelos ministrem vzdělávání. Soustředil kolem sebe levicové umělce a intelektuály s cílem vytvořit novou kulturní politiku, spočívající na zásadách mexické revoluce a ideálů humanity. Její součástí mělo být také přiblížení dějin země tak, aby byly pochopitelné širokým lidovým vrstvám.
První Riverovou zakázkou byla výzdoba amfiteátru Simóna Bolívara v Escuela Nacional Preparatoria, která byla přípravkou na vysokoškolské studium a byla považována za nejlepší vzdělávací ústav v zemi. Rivera na ní pracoval v první polovině roku 1922. Námětem byly počátky umění a vědy v dějinách lidstva. Na fresce je patrný vliv italského renesančního malířství. Jeho práci tehdy s obdivem sledovala frekventantka školy, tehdy patnáctiletá Frida Kahlo, Riverova budoucí manželka. V roce 1922 také zahájil práce na cyklu fresek Politická vize mexických lidí na Ministerstvu veřejného vzdělávání, spoluzaložil Svaz revolučních malířů, sochařů a grafiků a vstoupil do komunistické strany. Oženil se s Guadalupe Marín (1895–1981), s níž se mu v roce 1924 narodila dcera Guadalupe a o tři roky později Ruth. Zatímco stále pracoval na nástěnných malbách pro ministerstvo, začal s malbou v Národní zemědělské škole ve městě Chapingo. Kapli této školy vyzdobil od země až po strop komunistickými symboly – kladivem, srpem, pěticípou hvězdou a zaťatou pěstí v gigantických rozměrech.
Na podzim 1927 se zúčastnil jako člen delegace mexické komunistické strany oslav desátého výročí Říjnové revoluce v Moskvě. Jeho pobyt se protáhl na devět měsíců. Na tamní Akademii přednášel o monumentální nástěnné malbě. Tehdejší lidový komisař pro vzdělání a umění Anatolij Lunačarskij ho pověřil výzdobou Klubu Rudé armády. Během prvomájových oslav v roce 1928 si Rivera pořídil 45 přípravných akvarelů, z projektu ale sešlo. Riverovy představy se od oficiální stalinistické kulturní linie lišily, takže mu sovětská vláda doporučila zemi opustit.
V roce 1928 se Rivera rozvedl s Lupe Marín a rok nato se oženil s Fridou Kahlo. Tato umělkyně měla ze všech jeho manželek a partnerek na jeho tvůrčí a osobní život největší vliv. Roku 1929 také začal s pracemi na třech dalších nástěnných malbách: v Národním paláci, na Ministerstvu zdravotnictví a v Cortésově paláci ve městě Cuernavaca. Posledně jmenovanou zakázkou ho pověřil americký velvyslanec v Mexiku, který byl ctitelem jeho díla. V téže době byl Rivera pověřen řízením Akademie umění San Carlos. Po roce však musel na funkci rezignovat. Jeho koncepce, v níž ponechával studentům volnou ruku při stanovování obsahu a formy výuky, se v konzervativních kruzích zejména pedagogů setkala s odporem. V září 1929 byl Rivera vyloučen z komunistické strany Mexika. Důvody byly dva: jeho nesouhlas se Stalinovou kulturní politikou a fakt, že přijal zakázku od vlády za prezidenta Callese. Tyto nezdary Riveru přiměly, že se rozhodl přijmout objednávky amerických investorů – čímž opět zadal příčinu k útokům ze strany komunistického tisku – a v roce 1930 odjel spolu s manželkou do Spojených států.

### Zakázky v USA

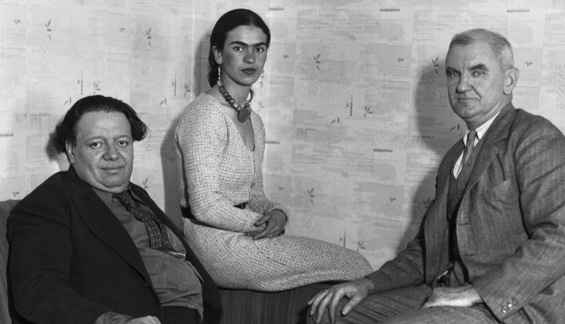
Rivera, Kahlo a americký sběratel umění Anson Goodyear

Příjezd obou umělců do USA nebyl bez problémů. Rivera měl kvůli svému veřejně proklamovanému komunistickému smýšlení potíže se ziskem víza. Od prosince 1930 do února 1931 vytvářel Rivera v budově burzy v San Francisku nástěnnou malbu s názvem Alegorie Kalifornie. Od dubna do června 1931 pracoval na nástěnné malbě Uskutečnění fresky pro San Francisco Art Institute. Vyjádřením respektu, kterému se Rivera v USA těšil, byla jeho velká retrospektiva, uspořádaná téhož roku newyorským Muzeem moderního umění. Po Matissovi byl Rivera druhý umělec, jehož dílo tato respektovaná instituce představila v takové šíři. V dubnu 1932 se Rivera a Kahlo usadili v Detroitu. Rivera zde pro Detroit Institute of Arts vytvořil fresku Moderní průmysl. V témže roce navrhl výpravu a kostýmy pro balet mexického skladatele Carlose Cháveze Caballos de vapor (Koňská síla). Poslední zakázka, freska s tématem Člověk na rozcestí, hledící vstříc lepší budoucnosti pro Rockefeller Center v New Yorku, však skončila fiaskem. Malba měla zobrazovat negativní aspekty kapitalismu a perspektivy spravedlivější společnosti. Rivera do centra obrazu umístil portrét Lenina, který však nebyl na skice předložené komisi, která mu práci zadala. Protože odmítl portrét přemalovat, zadavatel mu vyplatil dohodnutý honorář a fresku nechal zničit. Za zmínku stojí, že Riveru při tvorbě fresky sledoval Jackson Pollock, který byl ve 30. letech pod silným vlivem mexické nástěnné malby. Po návratu domů pak Rivera v roce 1934 malbu realizoval v Palacio de Bellas Artes v Mexico City.

### Slavným umělcem v Mexiku

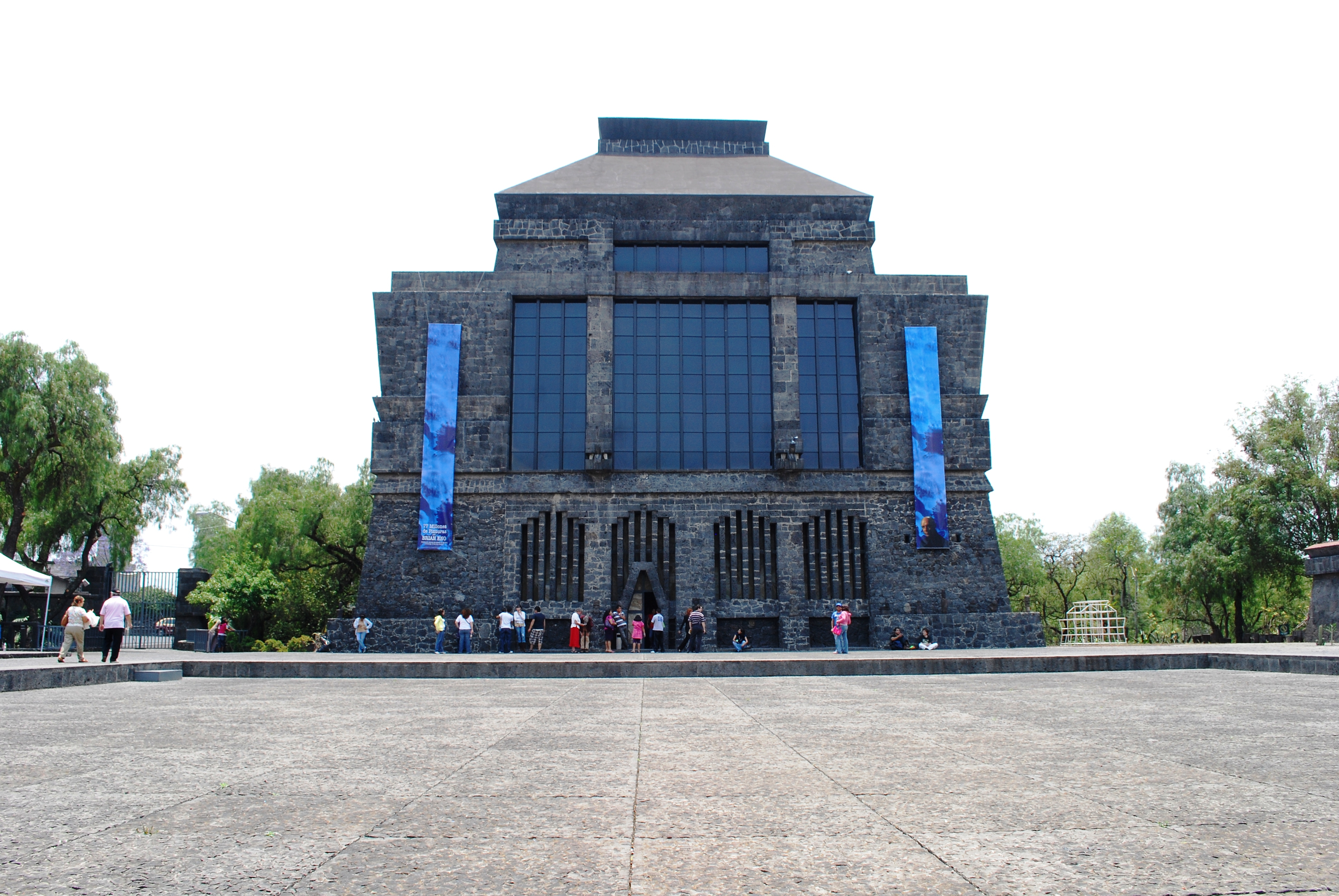
Muzeum Anahuacalli

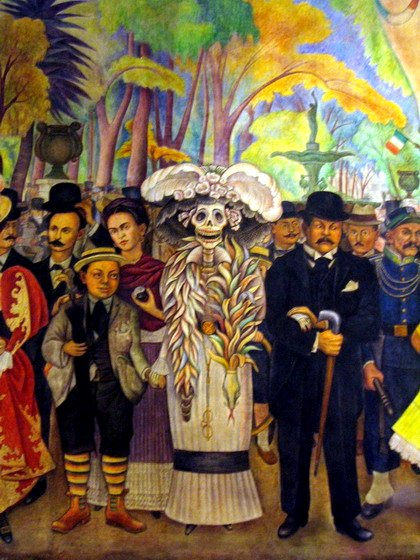
Detail fresky v hotelu Del Prado

Když se v roce 1933 Rivera s Kahlo vrátili do Mexika, nastěhovali se do domu na předměstí Mexico City, který pro ně v roce 1931 ve stylu Bauhausu postavil architekt Juan O'Gorman. Byl nazván Modrý dům, v současnosti je v něm Museo Estudio Diego Rivera y Frida Kahlo. Rivera byl vládami podporovaným umělcem a dostával mnoho zakázek. V roce 1935 dokončil malbu na schodišti Palacio Nacional, kterou před odjezdem do USA přerušil. Roku 1936 realizoval čtyři fresky v baru hotelu Reforma. V letech 1941–1942 vyzdobil horní patro vnitřního dvora v Palacio Nacional. V dalším roce vznikly fresky v Národním kardiologickém ústavu. Roku 1946 namaloval nástěnné malby v novém Hotelu Del Prado.
- Freska ve dvoraně hotelu znázorňuje, jak si Smrtka přišla pro bohaté. Kostlivec vede tlustého chlapce a z druhé strany je zavěšen do Josého Guadalupa Posady.[7]

Předtím, v roce 1940, se Rivera vrátil do USA, kde v San Francisku maloval pro Golden Gate International Exposition. Jeho manželství s Fridou Kahlo procházelo různými peripetiemi. V roce 1937 poskytli ve svém Modrém domě útočiště Lvu Trockému a jeho manželce. Oba manželské páry zde žily až do roku 1939, kdy se Trocký, který v roce 1937 s Kahlo prožil milostnou aféru, po politické roztržce s Riverou odstěhoval. S Riverovými a Trockými se během své návštěvy Mexika v roce 1938 setkal i André Breton, který zemi navštívil spolu s manželkou Jacqueline Lamba. Trocký onoho roku sepsal Manifest za svobodné revoluční umění, který podepsali i Breton a Rivera. Kahlo i Rivera se postupně vzájemně odcizovali, každý z nich navázal několik mimomanželských poměrů. Výsledkem byl v listopadu 1939 rozvod. Brzy však poznali, že jeden druhého postrádají. Během Riverova pobytu v San Francisku se v roce 1940 znovu vzali.

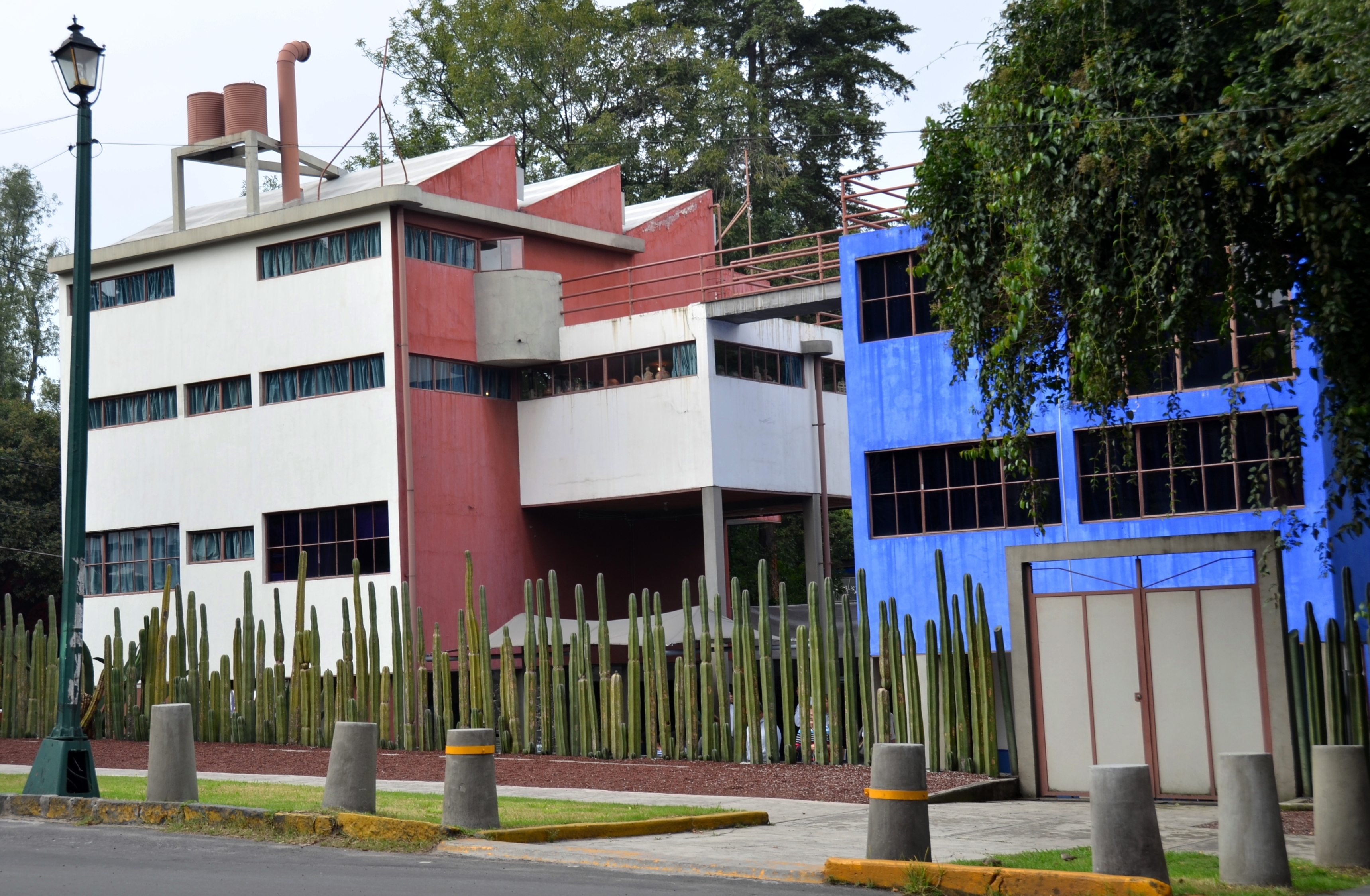
Modrý dům, kde Rivera s Kahlo bydleli

Rivera byl vášnivým sběratelem předkolumbovského mexického umění. Velkou část svých příjmů investoval do nákupů různých artefaktů. Proto začal v roce 1942 ve čtvrti Coyoacán, kde stál rovněž jeho Modrý dům, stavět budovu s názvem Anahuacalli, kde svoji sbírku umístil. Dnes je zde muzeum, obhospodařující kolem 50 000 předmětů Riverovy sbírky.
V roce 1943 se stal jedním z prvních členů Colégio Nacional, které sdružovalo prominentní mexické vědce, výtvarné umělce, literáty a hudebníky. Zároveň získal profesuru na Escuela Nacional de Pintura La Esmeralda. Toto jeho pedagogické působení se, na rozdíl od prvního v roce 1929, setkalo s příznivým ohlasem.

Společně s José Clemente Orozkem a Davidem Alfaro Siqueirosem založili v roce 1947 v rámci Národního institutu výtvarného umění komisi pro nástěnnou malbu. Rivera považoval za začátek své umělecké kariéry rok 1899. Proto si v roce 1949 nechal Národním institutem výtvarného umění uspořádat velkou retrospektivní výstavu. V roce 1950 ilustroval limitovanou edici rozsáhlé básnické epopeje Pabla Nerudy Canto general (česky vyšla v roce 1978 pod názvem Veliký zpěv v překladu Jana Pilaře a Eduarda Hodouška), navrhl výpravu ke hře José Revuelty El cuadrante de la soledad (Kvadrant osamění), spolu se Siqueirosem, Orozkem a Rufino Tamayem zastupovali Mexiko na Benátském biennale a obdržel národní cenu za výtvarné umění.

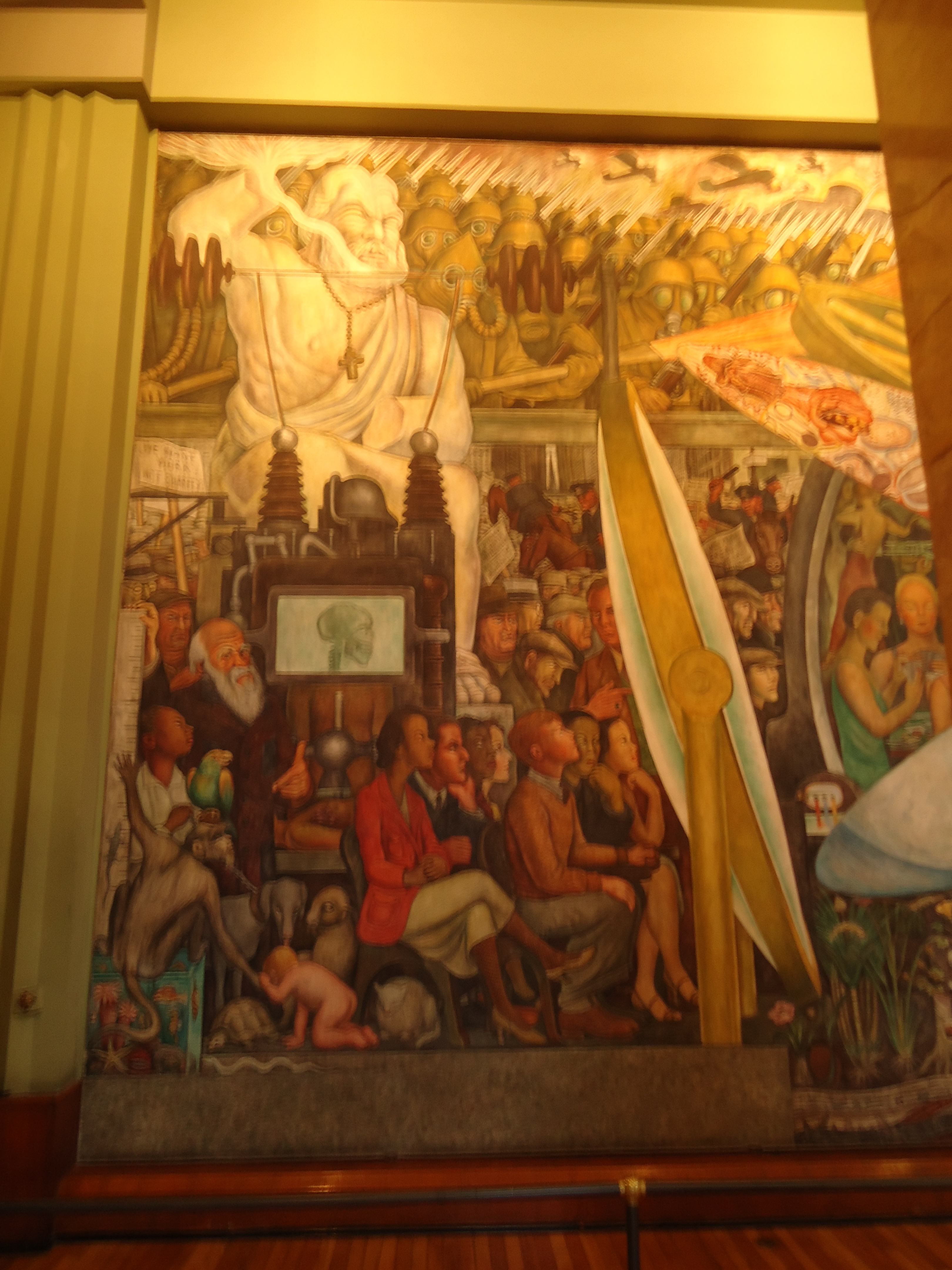
Člověk na rozcestí, detail nástěnné malby v Paláci krásných umění

Dosud nepoznané technické možnosti mu přinesla zakázka na podvodní mozaiku v polystyrenu pro vodárnu v parku Chapultepec v mexické metropoli. Když se v roce 1952 připravovala putovní výstava Dvacet století mexického umění, která putovala po Evropě, Rivera pro ni vytvořil menší mozaiku. Vzhledem k portrétům Mao Ce-tunga a Stalina však nebyla do výstavy zařazena. Rivera ji pak daroval „čínskému lidu“. Jeho žádost o znovupřijetí do komunistické strany však byla znovu odmítnuta. Rivera se opět stal oficiálním mexickým komunistou až v roce 1954, kdy zemřela jeho manželka Frida Kahlo.
Další tři realizace nástěnných maleb přinesl rok 1953. Jednalo se o mozaiku na fasádě Teatro de los Insurgentes (Divadlo povstalců) v Mexico City, dokončil práce v kampusu Mexické univerzity a vytvořil nástěnnou malbu pro nemocnici La Raza (Rasa) rovněž v hlavním městě.
V červenci 1955 se Rivera naposledy oženil. Vzal si vydavatelku a od roku 1946 svou galeristku Emmu Hurtado. V té době už Rivera věděl, že trpí rakovinou. Odkázal proto Modrý dům, rodinný dům Fridy Kahlo v Coyoacánu a dům Anahuacalli se sbírkou předkolumbovského umění lidu Mexika. Na konci roku 1955 podnikl spolu s manželkou cestu do Sovětského svazu, kde podstoupil léčbu rakoviny. Na zpáteční cestě navštívil Československo, Polsko a Německou demokratickou republiku. V Praze se 20. března 1956 sešel (naposledy) s Adolfem Hoffmeistrem.
Rivera zemřel 24. listopadu 1957 na infarkt. Stát však nesplnil umělcovo přání, aby byl jeho popel smíchán s popelem Fridy Kahlo a uložen v Modrém domě. Jeho ostatky spočívají v Pantheonu slavných osobností na národním hřbitově v Mexico City.

## Dílo
Zásadní pro Riverův umělecký vývoj byl pobyt v Evropě mezi roky 1907–1921. V Paříži poznal kubismus, ztělesňovaný pro něj Picassem, a inovativní malbu Cézannovu. Po návratu do Mexika se Rivera stal prominentním umělcem. Stal se jednou z vůdčích postav obnovy tradic tamního nástěnného malířství, iniciované umělci a sponzorované vládou. Věřil, že umění by mělo sloužit pracujícímu lidu a že by pro něj mělo být snadno dostupné. Soustředil se proto na vytváření rozsáhlých freskových souborů, jejichž námětem byla historie Mexika a sociální problémy jeho současnosti. Nástěnné malby tvořil především na stěnách veřejných budov. Vrcholu dosáhl na freskách ze 30. let, zejména na Ministerstvu veřejného vzdělávání a Národní zemědělské škole v Chapingu.

## Galerie

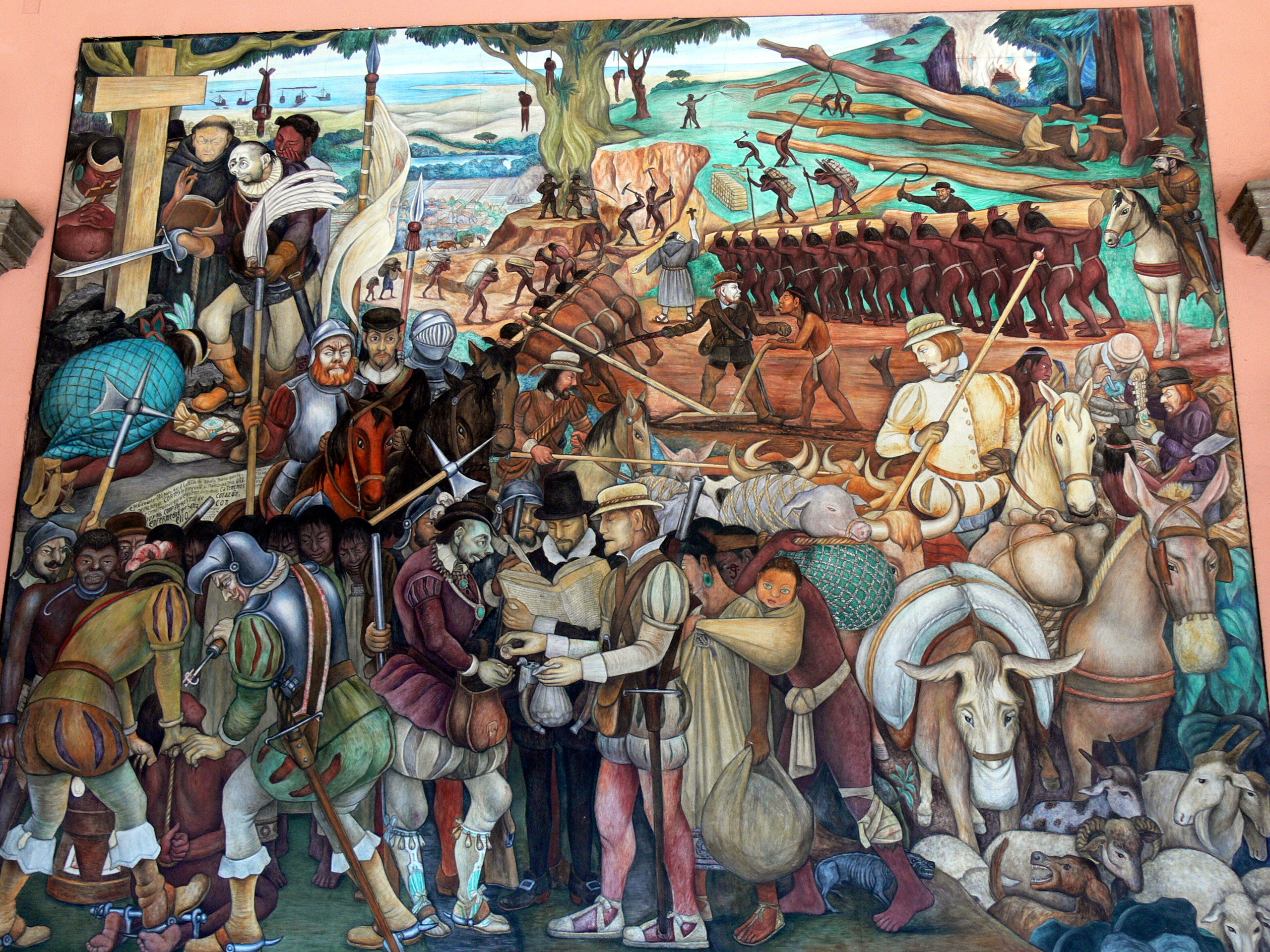
Vykořisťování Španěly – freska v Národním paláci
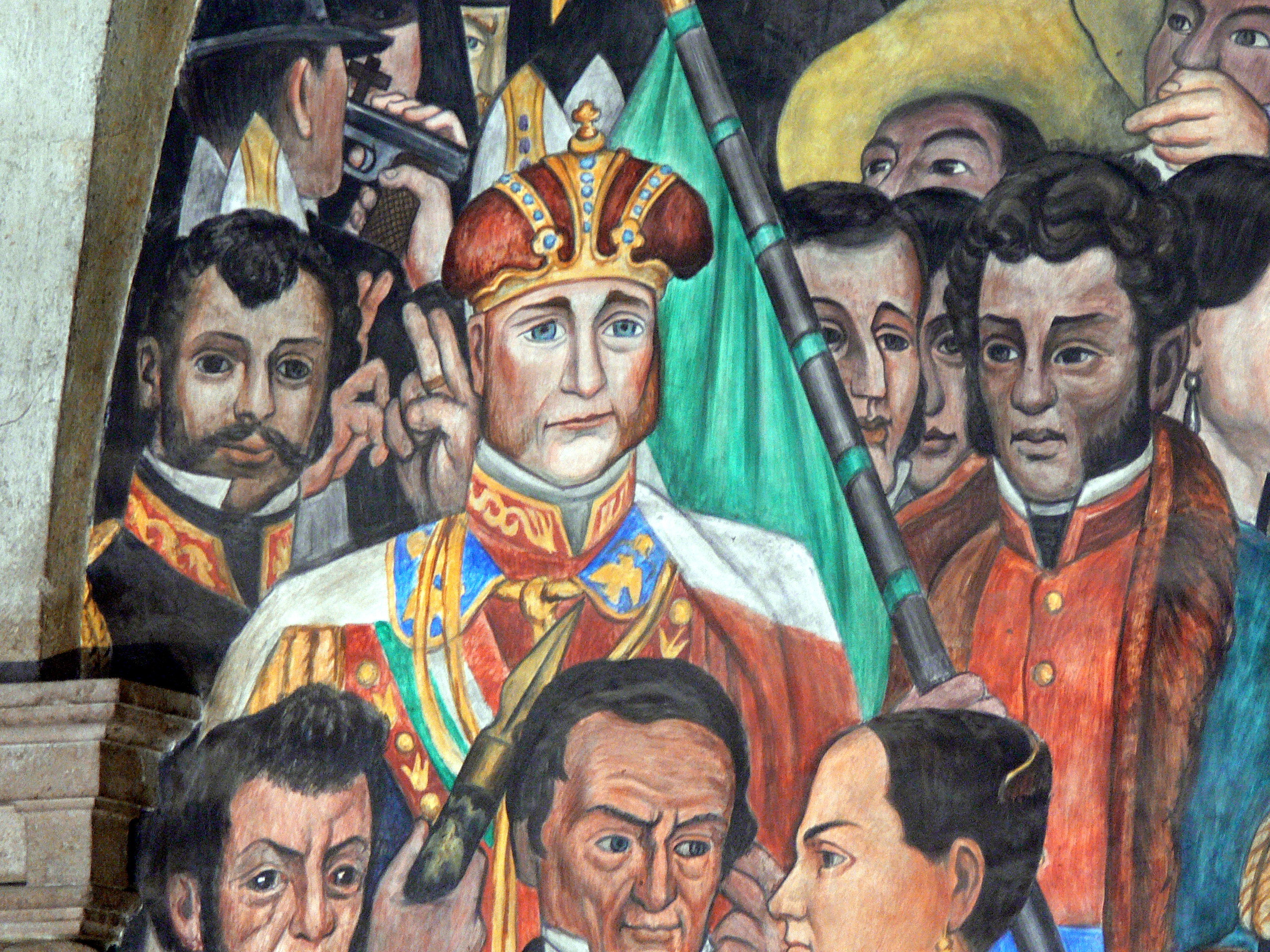
Císař Maxmilián – freska v Národním paláci
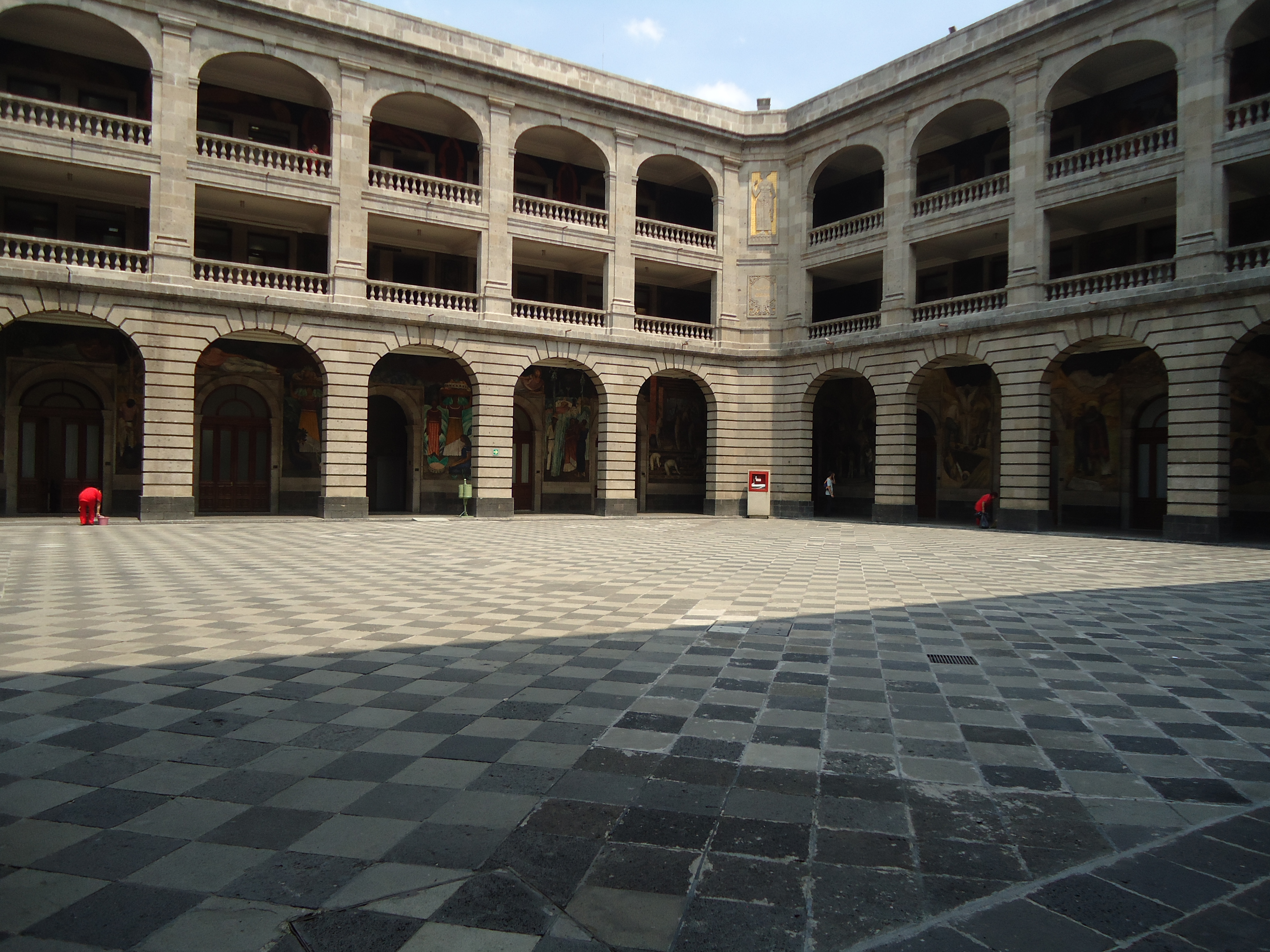
Nádvoří Ministerstva veřejného vzdělávání s Riverovými nástěnnými malbami
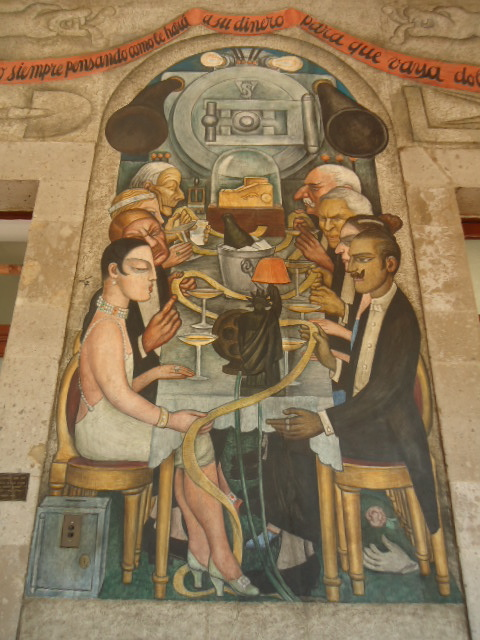
Oběd na Wall Street, malba v Ministerstvu veřejného vzdělávání
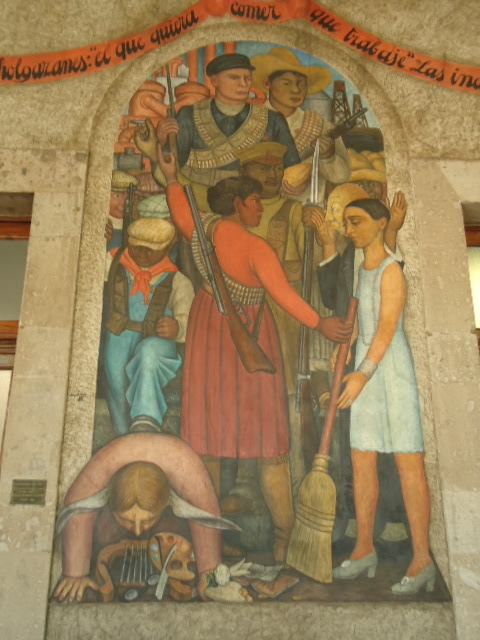
Kdo chce jíst, musí pracovat, malba v Ministerstvu veřejného vzdělávání